# Gastronomia d'Anglaterra
La gastronomia d'Anglaterra engloba els estils, tradicions i receptes de cuina associades a Anglaterra. Té atributs propis distintius, però també comparteix molt amb la cuina britànica més àmplia, en part mitjançant la importació d'ingredients i idees d'Amèrica, la Xina i l'Índia durant l'època de l'Imperi Britànic i com a resultat de la immigració de la postguerra.
Alguns menjars tradicionals, com ara pa i formatge, carns rostides i estofades, pastissos de carn i caça, verdures i brous bullits i peixos d'aigua dolça i d'aigua salada tenen orígens antics. El llibre de cuina anglès del segle xiv The Forme of Cury conté receptes per a aquests, i data de la cort reial de Ricard II.
La cuina anglesa ha estat influenciada per ingredients i estils de cuina estrangers des de l'edat mitjana. El curri es va introduir des del subcontinent indi i es va adaptar als gustos anglesos del segle xviii amb la recepta de Hannah Glasse per al "currey" de pollastre. La cuina francesa va influir en les receptes angleses durant tota l'època victoriana. Després del racionament de la Segona Guerra Mundial, el llibre A Book of Mediterranean Food (1950), d'Elizabeth David, va tenir una àmplia influència, portant la cuina italiana a les llars angleses. El seu èxit va animar altres escriptors de cuina a descriure altres estils, inclosa la cuina xinesa i tailandesa. Anglaterra continua absorbint idees culinàries de tot el món.
Alguns dels estereotips de la gastronimia anglesa són: el fish and chips (ca. 1870); el pastís de porc Melton Mowbray (del 1780); el piccalilli (un confitat derivat de la cuina índia del 1758); el bangers and mash, salsitxes (de l'època romana) amb puré de patata (1588–1593); els sandvitxos (del 1762); l'esmorzar complet anglès (del segle xix) amb salsitxes, bacó, tomàquet i ous; el cream tea (ca. 1660), te amb scones i clotted cream; el Sunday roast (del segle xviii), rosbif, patates rostides, verdura i Yorkshire pudding; l'steak and kidney pudding, un púding de filet de vedella i ronyons (del 1861); el pasty (del segle xiii); el custard (romà i medieval).

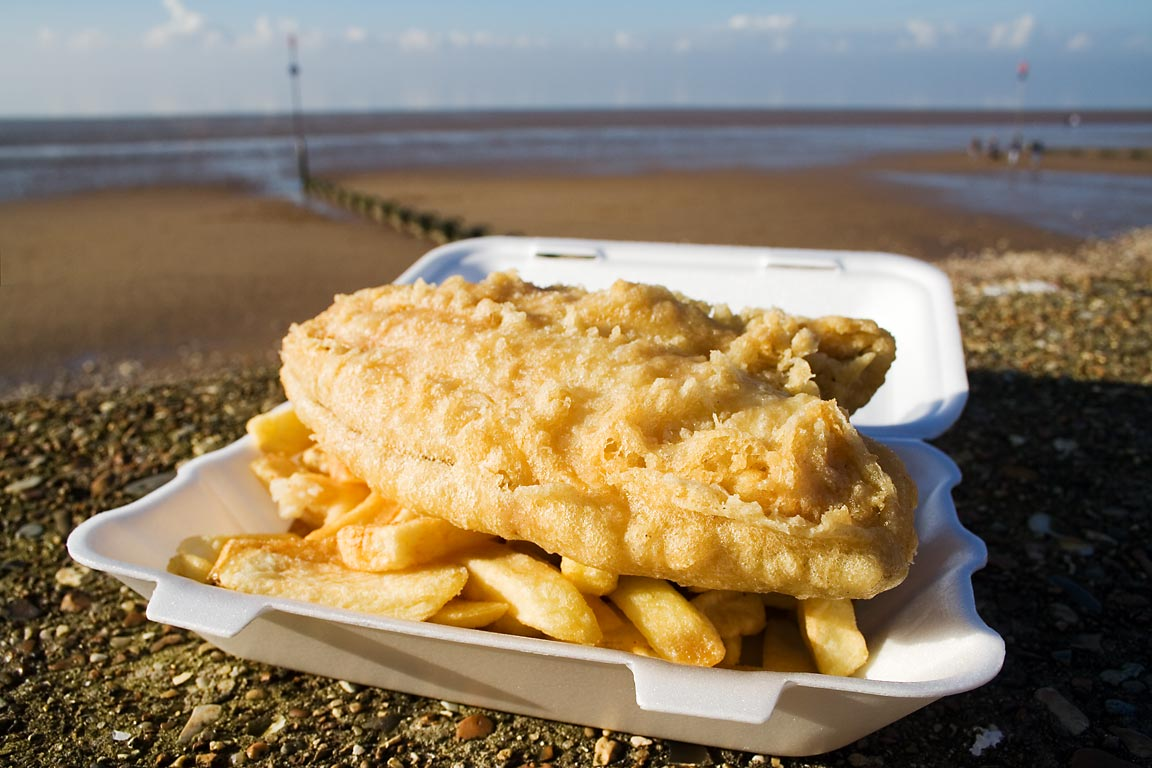
Fish and chips.
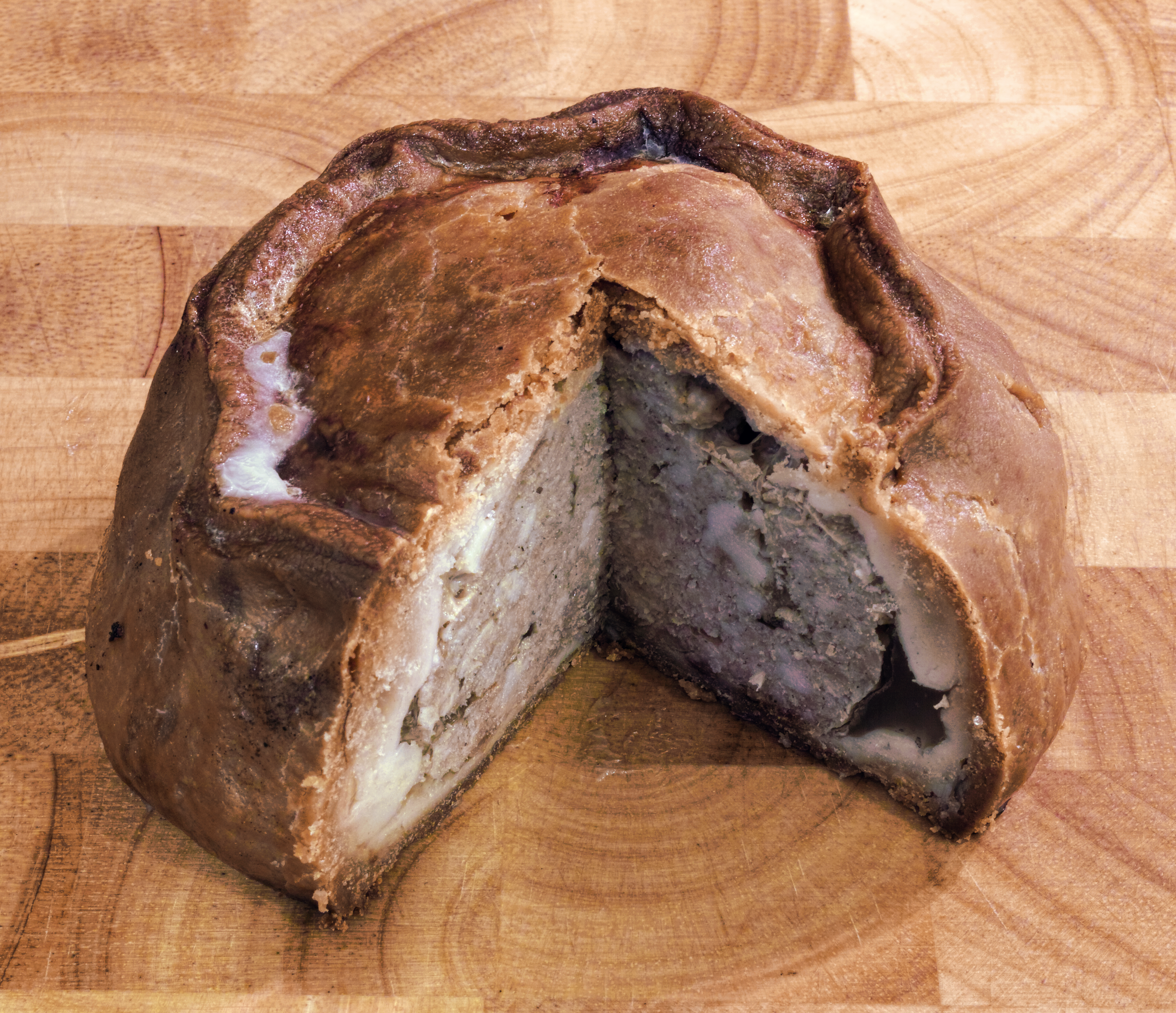
Un pastís de porc Melton Mowbray.
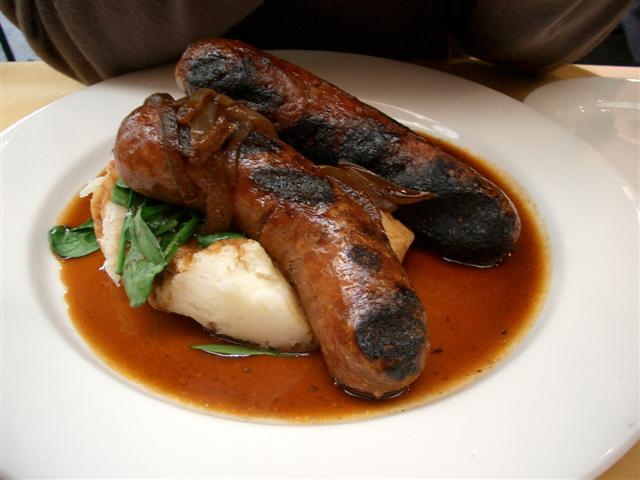
Bangers and mash.
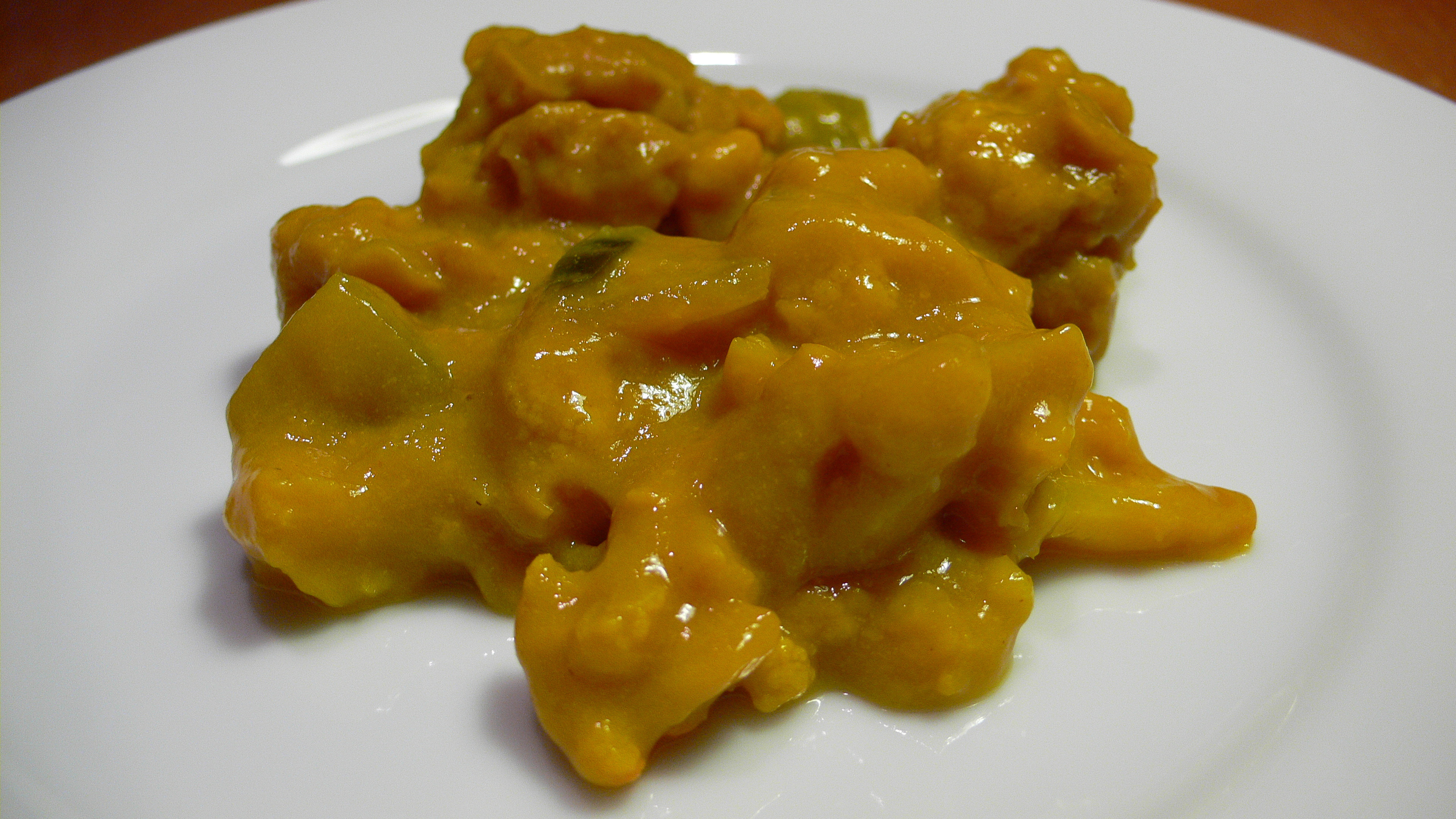
Piccalilli.
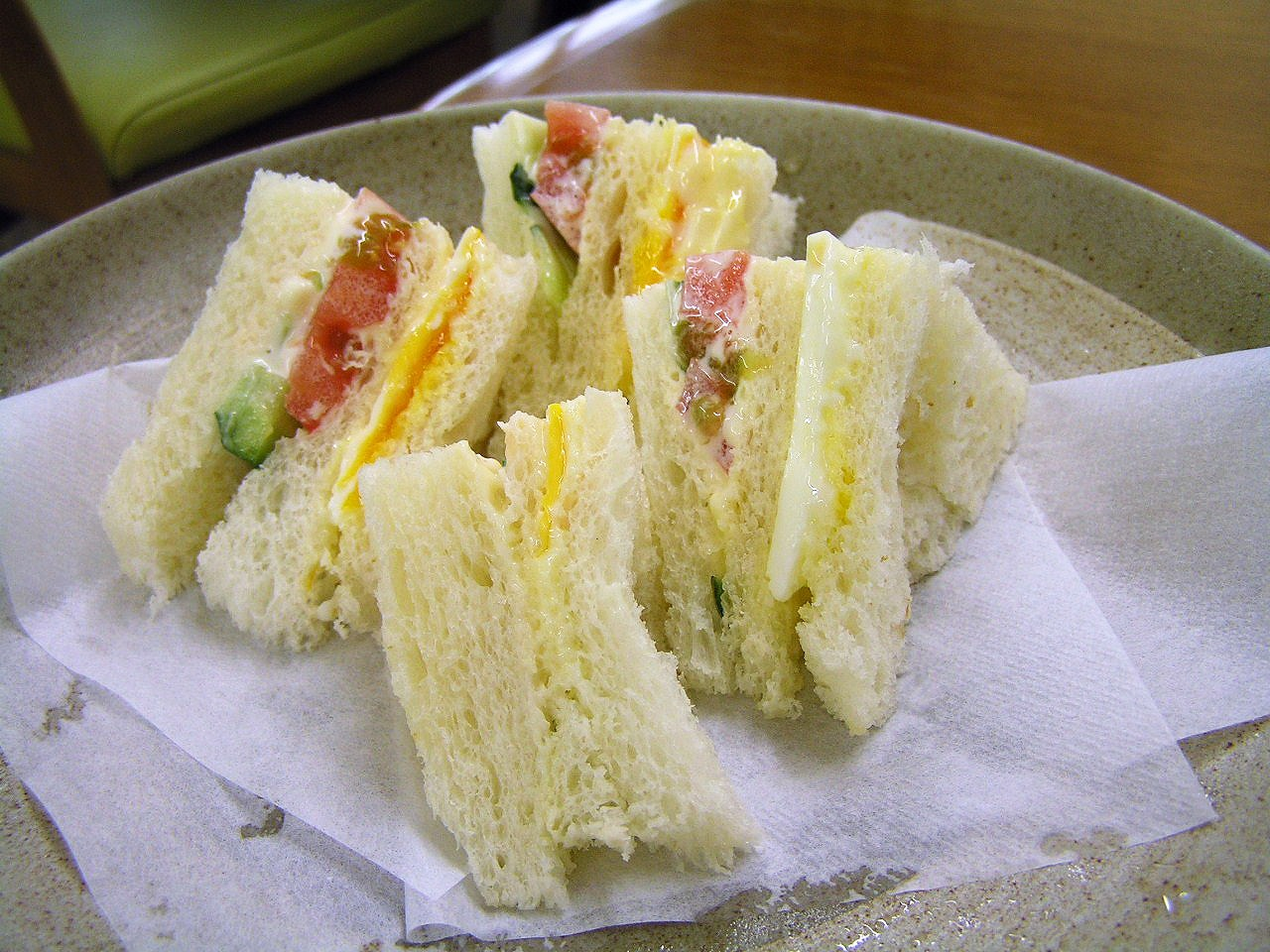
Sandvitxos.
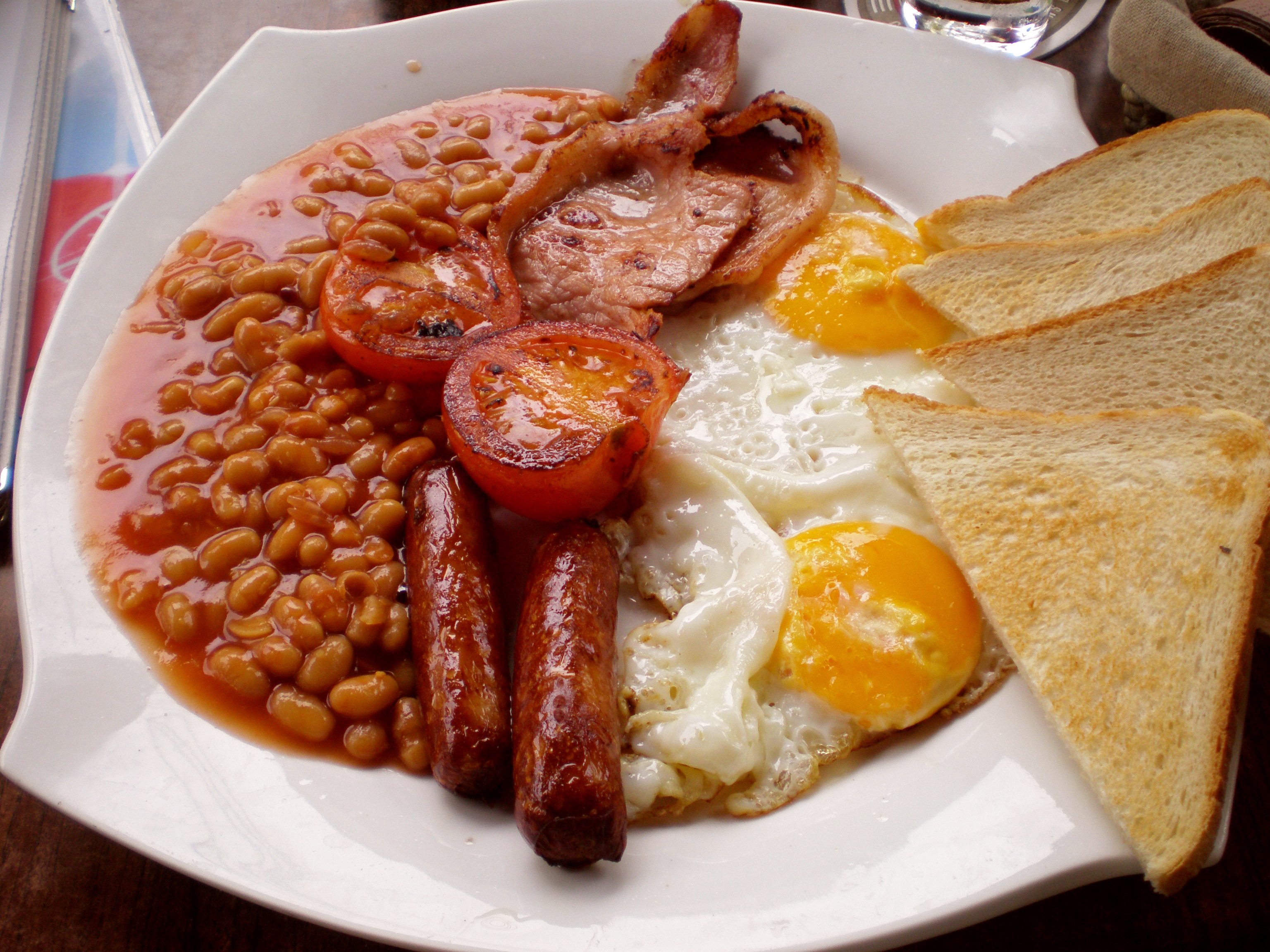
Esmorzar complet.
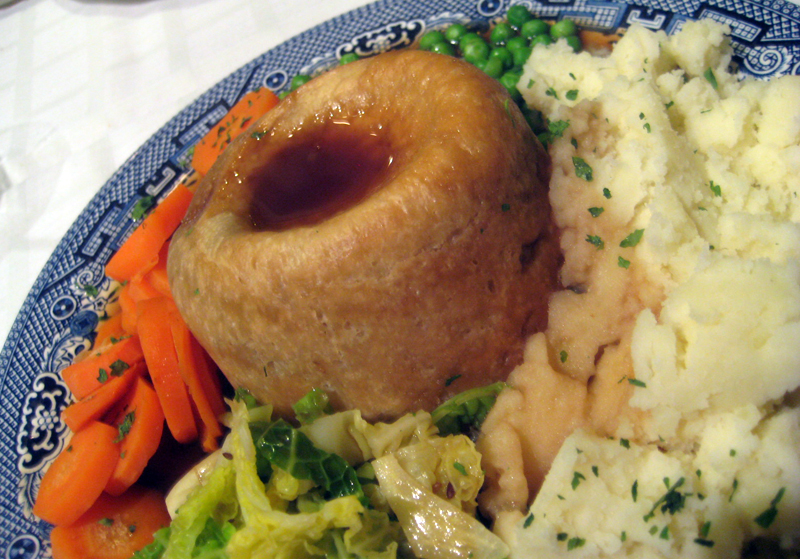
Steak and kidney pudding.
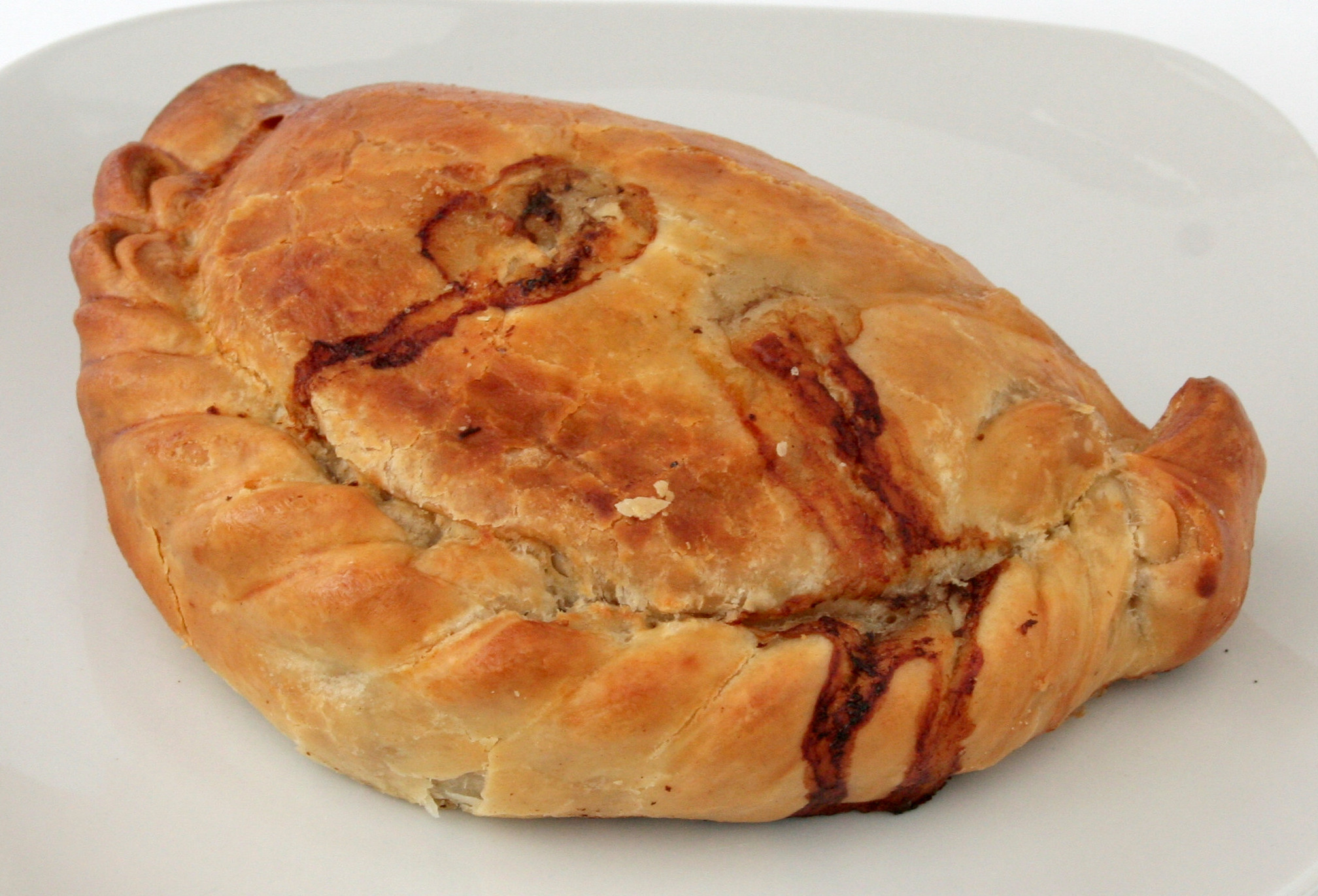
Pasty.
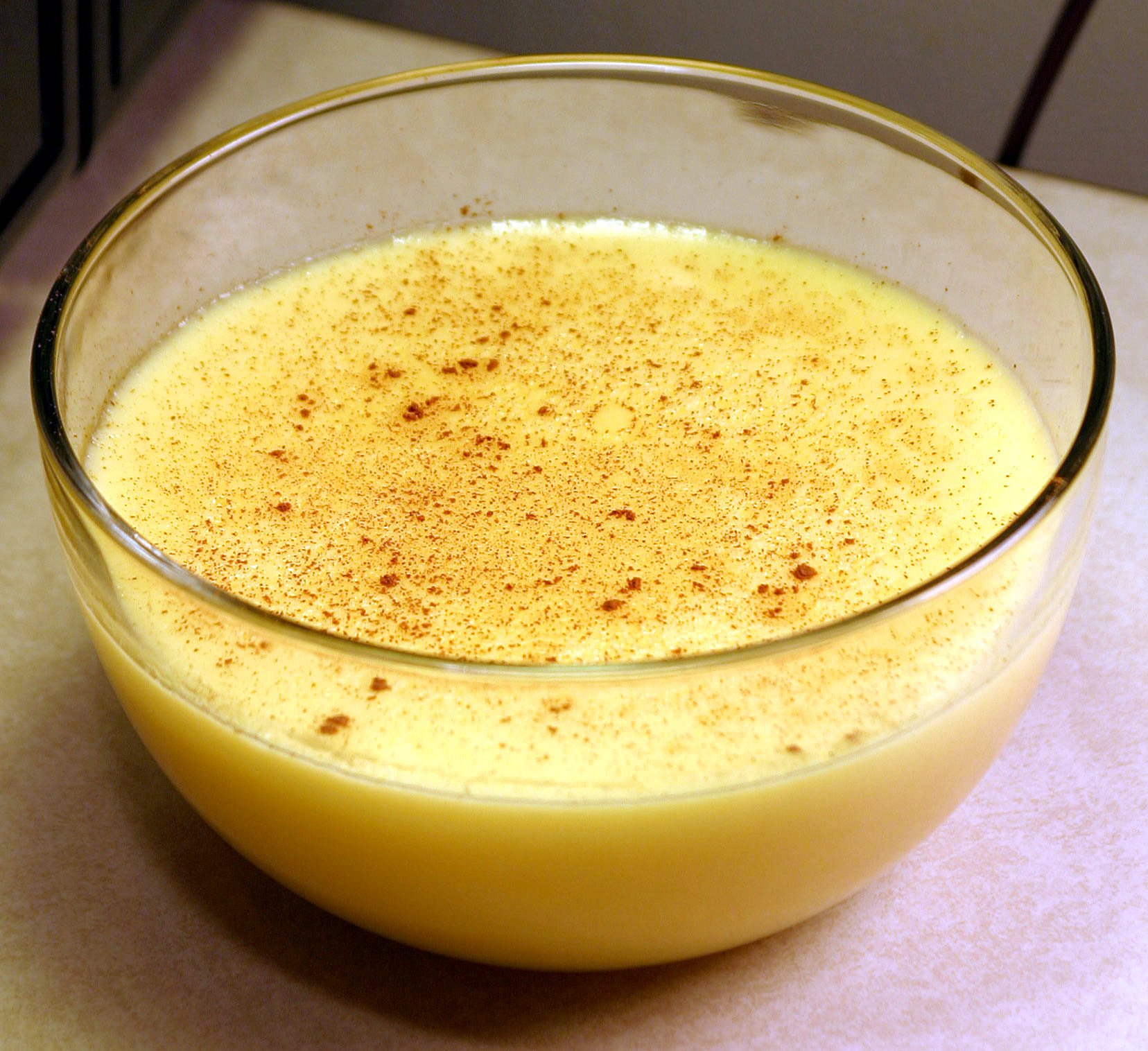
Custard.